# Numidië (Romeinse provincie)
Numidië of Numidia was een Romeinse provincie aan de kust van Noord-Afrika, die ruwweg het grondgebied van het noordoosten van het huidige Algerije omvatte.

## Geschiedenis
De inwoners van het gebied werden voor het eerst omschreven als Numidiërs door de Griekse auteur Polybius (2e eeuw v. Chr.). Nadat de Numidische koning Jugurtha in 104 v.Chr. was omgebracht door de Romeinen, raakte Numidië verdeeld over enkele koninkrijkjes.

### Romeinse provincie
Het oosten van Numidië werd in 46 v. Chr. geannexeerd om de nieuwe Romeinse provincie Africa Nova te creëren. Het westen van Numidië werd in 40 v.Chr. eveneens geannexeerd als onderdeel van de provincie Africa Nova na de dood van de laatste koning, Arabio. Hierna werd het oostelijke deel samengevoegd met Africa Vetus tot de nieuwe provincie Africa Proconsularis. Van 30 tot 25 v. Chr. regeerde Juba II (zoon van Juba I) als een vazal het grondgebied van de voormalige provincie Africa Nova.
In 40 n. Chr. werd het westelijke deel van Africa Proconsularis, inclusief het legioensgarnizoen, onder een keizerlijke legatus geplaatst en werd het in feite een afzonderlijke Numidische provincie, hoewel de legatus van Numidië nominaal ondergeschikt bleef aan de proconsul van Africa tot 203 na Christus.
Tijdens de tweede eeuw werd de provincie gekerstend, maar in de vierde eeuw hield het vast aan de leer van de Donatisten, ondanks dat ze hiermee orthodoxe gelovigen als Sint-Augustinus, bisschop van Hippo Regius (het huidige Annaba), in de kaart speelden.
Na 193, onder keizer Septimius Severus, werd Numidië officieel losgemaakt van de provincie Africa en vormde het een provincie op zichzelf, bestuurd door een keizerlijke legatus pro praetore. Onder keizer Diocletianus vormde het een eenvoudige provincie in de tetrarchische reorganisatie, en werd het opgesplitst in twee delen: Numidia Cirtensis, met Cirta als hoofdstad, en Numidia Militiana ("het militaire Numidia"), met de legioensbasis van Lambaesis als hoofdplaats. Keizer Constantijn de Grote herenigde de twee provincies echter weer in één provincie, bestuurd vanuit de stad Cirta die werd omgedoopt tot Constantina (het moderne Constantine).

### Vandaals koninkrijk en Byzantijnse provincie
In 428 begonnen de Vandalen met hun invallen in de Afrikaanse provincies. Ze slaagden er uiteindelijk in om een Vandalenkoninkrijk te stichten dat standhield van 432 tot 534. In dat laatste jaar werden zij verslagen in de Vandaalse Oorlog door de Byzantijnse generaal Belisarius, en de Afrikaanse provincies werden opnieuw opgenomen in het (Oost-)Romeinse Rijk. Hier vormden zij de Praetoriaanse prefectuur van Afrika. Een halve eeuw later werd het gebied onderdeel van het Exarchaat van Carthago.
Tussen 696 en 708 werd de regio opnieuw veroverd, ditmaal door de Arabische Omajjaden, waarna het een deel werd van Ifriqiya.

## Belangrijke steden
Numidië en de andere Afrikaanse provincies raakten sterk geromaniseerd en kenden vele steden. De belangrijkste steden in het noorden waren de hoofdstad Cirta (het moderne Constantine) met zijn haven Russicada (modern Skikda), en Hippo Regius (het huidige Annaba). In het zuiden van het binnenland leidden militaire wegen naar Theveste (Tebessa) en Lambaesis (Lambessa), die verbonden waren met respectievelijk Cirta en Hippo. 
Lambaesis was de zetel van Legio III Augusta, en was het belangrijkste strategische centrum. Het controleerde de passen van het Aurès-gebergte (Mons Aurasius), een bergketen die Numidië scheidde van de Gaetuli Berber-stammen in de woestijn, en dat geleidelijk in zijn geheel werd bezet door de Romeinen. 
In de 5e eeuw somt de Notitia Dignitatum niet minder dan 123 plaatsen op die in 479 een bisschop afvaardigden naar Carthago.
Achaea · Alexandria et Aegyptus · Africa · Alpes Cottiae · Alpes Maritimae · Alpes Poeninae · Arabia Petraea · Armenia Inferior · Asia · Britannia · Cappadocia · Cilicia · Corsica · Creta · Cyprus · Cyrenaica · Dacia · Dalmatia · Epirus · Galatia · Gallia (Aquitania · Belgica · Lugdunensis · Narbonensis) · Germania (Inferior · Superior) · Hispania (Baetica · Lusitania · Tarraconensis) · Italia · Iudaea · Lycaeonia · Lycia · Macedonia · Mauretania (Caesariensis · Tingitana) · Moesië (Inferior · Superior) · Noricum · Numidia · Pannonia (Inferior · Superior) · Pamphylia · Pisidia · Pontus et Bithynia · Raetia · Sardinia · Sicilia · Syria · Thracia

Tijdelijke bezettingen: Germania (7-9 n.Chr.) · Armenia (114-117 n.Chr.) · Assyria (116-117 n.Chr.) · Mesopotamia (115-117 n.Chr.)